# 전기지령식 제동
전기지령식 제동(電氣指令式制動)은 제동 기구의 방식 중 하나이며, 주로 철도차량에 사용되는 것을 가리킨다. 영어로는 ECB(Electric Commanding Brake)로 불리며 자동차 분야의 브레이크 바이 와이어(Brake By Wire)와 같은 의미이다.

## 개요
철도차량의 제동장치로는 자동공기제동이 예부터 사용되고 있었지만, 운전대에 있는 제동변(制動瓣)으로부터의 지령을 공기로 각 차량에 전달하는 방식이기 때문에 열차 편성이 고속화·장대화(長大化)됨에 따라 낮은 응답성이 문제가 되었다. 이것을 개선하기 위해 전자 밸브를 병용하는 전자 자동 공기제동이, 또 높은 가감속 성능이 요구되는 전동차에는 전자직통제동(電磁直通制動)이 이용되게 되었다. 이들 전자 밸브를 병용한 제동 시스템은 제동성능의 향상에 기여했지만, 제동지령을 보내는 것은 어디까지나 운전대의 제동변이었다.
전기지령식 제동은 전자직통제동을 더 개량한 것으로서, 운전대로부터 공기 관이나 제동변이 개입하지 않고 전기적인 지령만으로 각 차량에 탑재된 직통공기제동을 제어하는 방식이다.
다만 고장 안전(fail-safe)을 고려해 전기지령식 제동과는 별도로 비상 관(管)을 적용한 사례가 일부 있으며, 자동공기제동을 병설하여 기존 차량과의 혼합 병결에 대비하고 있는 것도 존재한다.

## 특징
- 전기신호에 의한 지령은 지령선을 통해 제동제어장치에 보내져 연산장치에 의해 각 차량의 중계변을 작동시킴으로써 최적의 제동력을 얻을 수 있다. 또, 연산장치에 의해 전공비율을 제어하는 전공협화제어도 가능하다. 또, 공기제동은 물론 유압 등 다른 방식의 제동에도 전용할 수 있다.
- 3개의 상용제동 지령선과 1개의 비상제동 지령선을 이용해 상용제동 7단 혹은 8단과 비상제동 1단으로 구성되는 것이 대부분이지만, 일부 단계를 생략하여 상용제동 5단 정도로서 사용하는 차량도 적지 않다.

## 장점
- 전자직통제동은 전자 밸브를 작동하기 위한 점프선과, 지령을 보내는 직통관, 압축공기를 각 차량에 보내는 공기관, 비상시의 백업을 실시하는 제동관, 이 3개의 공기관이 필요하다. 이에 비해 전기지령식 제동은 공기관만을 필요로 하기 때문에, 부품수의 간략화를 통한 신뢰성의 향상, 제작·유지 정비 비용의 절감을 도모할 수 있다.
- 공기 배관을 운전실로 끌여들일 필요가 없기 때문에, 주간제어기(主幹制御器)와 일체화할 수 있다.
- 회생제동과 공기제동의 분담을 컴퓨터의 연산으로 세밀하게 제어할 수 있어 회생율 향상에 도움을 준다.

## 같이 보기
- 플라이 바이 와이어